# Aeroportul Stockholm Västerås
Aeroportul Stockholm Västerås (IATA: VST, ICAO: ESOW) este un aeroport din Comuna Västerås, Västmanlands län, Suedia ce deservește zona Västerås. Aeroportul a fost tranzitat în 2022 de 93.080 de pasageri. A fost deschis în 1920 și numit după Stockholm.
Situat la o altitudine de 6 m, aeroportul dispune de 1 pistă.

## Infrastructură

### Piste
Aeroportul dispune de o singură pistă. Pista 01/19 are suprafața de asfalt și dimensiunile 2.581 m × 45 m. 